# Tyrique Jones
Tyrique Jones, né le 3 mai 1997 à Hartford au Connecticut, est un joueur de basket-ball américain évoluant au poste d'ailier fort.

## Biographie

### Carrière universitaire
Entre 2016 et 2020, il joue quatre saisons en université avec les Musketeers de Xavier.

### Carrière professionnelle
Le 22 septembre 2020, il signe son premier contrat professionnel avec le Wonju DB Promy (en) dans la Korean Basketball League en Corée du Sud.
Il est automatiquement éligible à la draft 2020.

## Statistiques

### Universitaires
Les statistiques en matchs universitaires de Tyrique Jones sont les suivantes :
| Saison    | Équipe | Matchs | Titul. | Min./m | % Tir | % 3pts | % LF | Rbds/m. | Pass/m. | Int/m. | Ctr/m. | Pts/m. |
| --------- | ------ | ------ | ------ | ------ | ----- | ------ | ---- | ------- | ------- | ------ | ------ | ------ |
| 2016-2017 | Xavier | 37     | 13     | 11,0   | 60,2  | 0,0    | 48,8 | 3,08    | 0,30    | 0,24   | 0,43   | 4,22   |
| 2017-2018 | Xavier | 32     | 19     | 14,9   | 62,7  | 0,0    | 58,9 | 4,50    | 0,50    | 0,56   | 0,59   | 7,00   |
| 2018-2019 | Xavier | 34     | 31     | 24,8   | 62,4  | 0,0    | 64,1 | 7,71    | 0,79    | 0,82   | 0,85   | 11,29  |
| 2019-2020 | Xavier | 32     | 32     | 28,2   | 55,7  | 0,0    | 59,2 | 11,03   | 1,47    | 0,97   | 1,06   | 13,97  |
| Total     |        | 135    | 95     | 19,5   | 59,5  | 0,0    | 59,6 | 6,47    | 0,75    | 0,64   | 0,73   | 8,97   |

## Palmarès

### Universitaires
- Second-team All-Big East (2020)

### Professionnel
- Vainqueur de la Ligue adriatique 2025
- Champion de Serbie 2025